# Lexington (Oklahoma)
Lexington é uma cidade localizada no estado norte-americano de Oklahoma, no Condado de Cleveland.

## Demografia
Segundo o censo norte-americano de 2000, a sua população era de 2086 habitantes.
Em 2006, foi estimada uma população de 2073, um decréscimo de 13 (-0.6%).

## Geografia
De acordo com o United States Census Bureau tem uma área de
5,5 km², dos quais 5,5 km² cobertos por terra e 0,0 km² cobertos por água.

## Localidades na vizinhança
O diagrama seguinte representa as localidades num raio de 16 km ao redor de Lexington.